# Michael Aufhauser
Michael Aufhauser (* 25. April 1952 in Augsburg) ist ein deutscher Tierschützer und Gründer des Gut Aiderbichl, eines Gnadenhofes für Tiere in Österreich.

## Werdegang
Aufhauser stammt aus einem wohlhabenden Elternhaus. Er versuchte sich in jungen Jahren zunächst als Schauspieler und besuchte nach der Schulzeit die Schauspielschule Zerboni in Gauting. Eine Zeitlang verkehrte er im Umfeld des Fürsten Johannes von Thurn und Taxis und galt als dessen "Ziehsohn". Anschließend wechselte Aufhauser in die US-amerikanische Tourismusindustrie. 1997 heiratete er mit 45 Jahren die 82-jährige Millionärin Irene Florence Albert aus Wiesbaden (Wohnsitz: Gstaad) – die Trauung erfolgte in Abtenau – und wurde dadurch finanziell unabhängig. Seine Frau verstarb fünf Jahre später in der zum Zeitpunkt ihres Todes an Aufhauser vererbten Villa bei Salzburg. Noch heute lebt Aufhauser in dem Anwesen, sein Geschäftsführer Dieter Ehrengruber ist dort ebenfalls amtlich gemeldet. Michael Aufhauser war in den USA viele Jahre in der Tourismusbranche tätig. Im Jahre 2000 begann er in Henndorf am Wallersee mit dem Bau von Gut Aiderbichl.

## Tierschutz
Nachdem Aufhauser 1991 die Tötung von Straßenhunden beobachtet hatte, begann er sich aktiv im Tierschutz einzusetzen. Im Jahr 2000 richtete er mit der Gründung von Gut Aiderbichl in Österreich einen sogenannten Gnadenhof ein. 2003 finanzierte er zwei Hundefreilaufwiesen in Seekirchen am Wallersee und Salzburg. Später kam ein Katzenhaus in Bayern hinzu, 2006 wurde Gut Aiderbichl in Bayern (Eichberg/Deggendorf) eröffnet. Seit 2008 werden auch Wildtiere in Gut Aiderbichl aufgenommen. Sein Verhältnis zu Tieren und seine Auffassung, welche Rolle das Verhältnis zu Tieren in der Gesellschaft spielen sollte, stellt Aufhauser folgendermaßen dar:
"Im verständnisvollen Umgang mit den Tieren lernen wir, mit Schwächeren umzugehen. Schließlich sind sie im Grunde wehrlos. Sie schießen auch nicht zurück, sie sperren uns auch nicht ein, sie lassen uns nicht schlachten. Sie sind nicht gleichgültig oder zynisch, sondern folgen schlicht ihrer Bestimmung. Am Umgang mit den Tieren kann man den Zustand einer Gesellschaft erkennen. Ob sie noch über Werte wie Toleranz, Verantwortung und Nächstenliebe verfügt. Außerdem ist recht verstandener Tierschutz immer auch Menschenschutz. Was heute ihnen passiert, kann morgen auch uns geschehen. Da geht’s um uns alle und das ganze Leben."

## Kritik
Trotz seines Engagements für das Gut Aiderbichl wird Aufhauser aus der Tierrechtsszene vorgeworfen, seinem Anspruch als Tierrechtler nicht gerecht zu werden, die gesamte Bewegung unwirksam zu machen und ihr sowie den Tieren letztendlich zu schaden. Die Vorwürfe rühren daher, dass er in den Medien oft als Tierrechtler wahrgenommen wird.
Insbesondere der österreichische Tierrechtler Helmut F. Kaplan übte an mehreren Aussagen von Aufhauser ("Die Tatsache, dass die Tiere von Gut Aiderbichl letztendlich nicht zum Schlachter kommen, soll die Fleischproduktion nicht in Frage stellen.", "Die Tiere auf Gut Aiderbichl [...] haben [...] eine Art Diplomatenrolle für ihre Artgenossen.", "Bauern sind Tierschützer der vernünftigen Art.", "Tierschutz heißt auch, dem Beruf des Metzgers die entsprechende Achtung entgegen zu bringen.", "Freier Handel bedeutet ja nicht nur Import. Österreichische Produkte können ebenso exportiert werden. Ich denke da zum Beispiel an hochwertige Eier [...] Oder der Tafelspitz als Export-Markenartikel [...] mit einer Empfehlung von Gut Aiderbichl, das den Menschen in Deutschland mittlerweile auch bekannt ist. Utopie?") scharfe Kritik.
Diese hätten zum Ziel, "den Fleischessern jenes gute Gewissen zurückzugeben, das sie vor der Entstehung der Tierrechtsbewegung hatten", so Kaplan. Außerdem würde Aufhauser propagieren, Tiere zu schützen und Tiere umzubringen sei kein Widerspruch, solange man nur ihre Würde respektiere. Allerdings sei an der Funktion von Gut Aiderbichl als Gnadenhof selber nichts auszusetzen.

## Ehrung
Aufhauser ist Ehrenbotschafter des Jane-Goodall-Instituts Austria.

## Veröffentlichungen
- Michael Aufhauser: Tierparadies Gut Aiderbichl. Paradise for rescued animals. teNeues, Kempen 2008, ISBN 978-3-8327-9276-3 (Texte in Deutsch und Englisch).
- Michael Aufhauser: Meine schönsten Pferdegeschichten. A happy ending for rescued horses. teNeues, Kempen 2008, ISBN 978-3-8327-9277-0 (Texte in Deutsch und Englisch).
- Michael Aufhauser: Meine schönsten Katzengeschichten. A happy ending for rescued cats. teNeues, Kempen 2008, ISBN 978-3-8327-9279-4 (Texte in Deutsch und Englisch).
- Michael Aufhauser: Meine schönsten Hundegeschichten. A happy ending for rescued dogs. teNeues, Kempen 2008, ISBN 978-3-8327-9278-7 (Texte in Deutsch und Englisch).
- Michael Aufhauser: Rettet die Tiere! Unter Mitarbeit von Susanne Stockmann. Herbig, München 2007, ISBN 978-3-7766-2511-0.
- Michael Aufhauser: Umdenken mit Herz. Langen/Müller, München 2006, ISBN 978-3-7844-3065-2.